# Сильфон

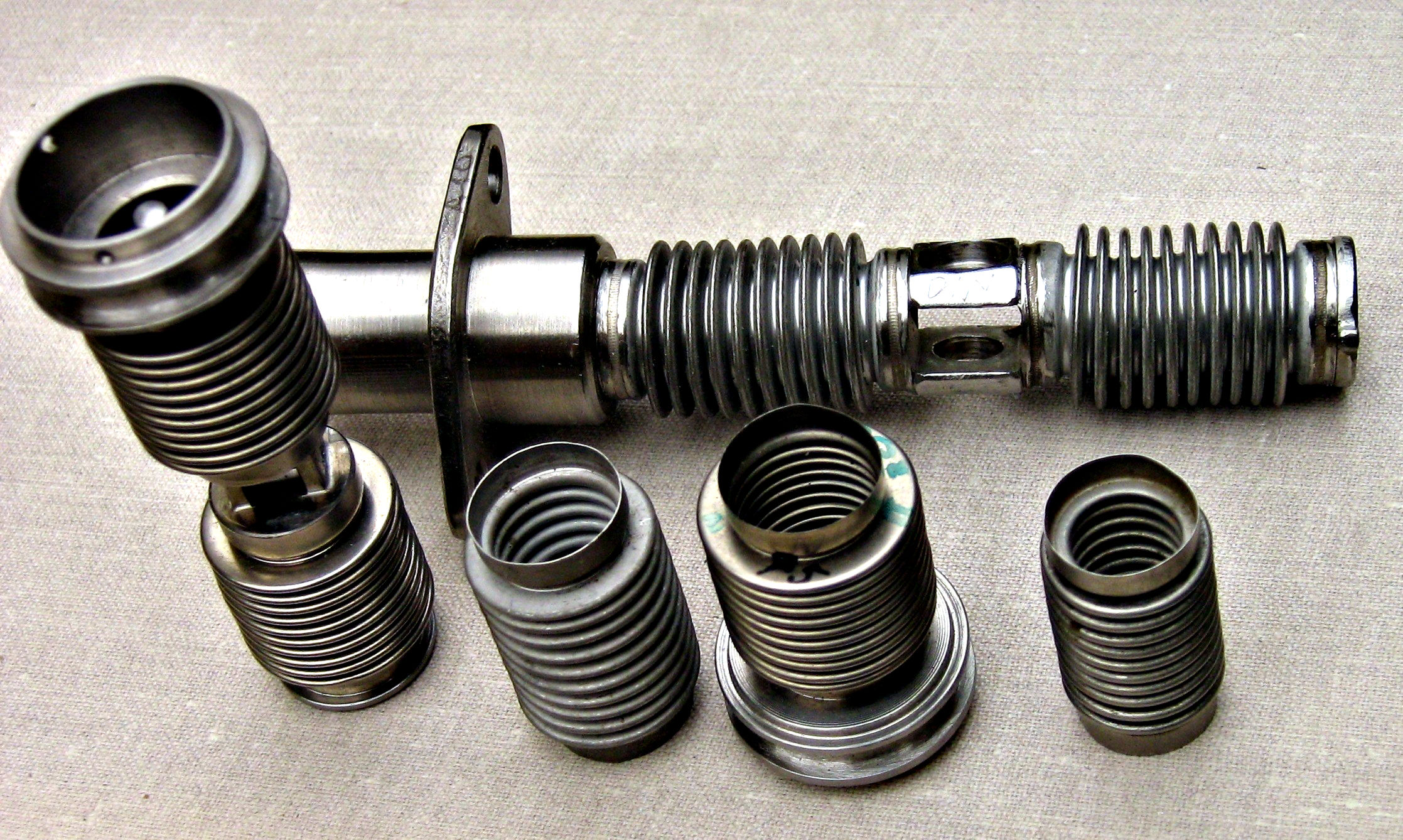
Сильфонные уплотнения различных размеров.

Сильфо́н (от англ. фирменного названия Sylphon) — упругая однослойная или многослойная гофрированная оболочка из металлических, неметаллических и композиционных материалов, сохраняющая прочность и герметичность при многоцикловых деформациях сжатия, растяжения, изгиба и их комбинаций под воздействием внутреннего или внешнего давления, температуры и механических напряжений.

## Примеры использования

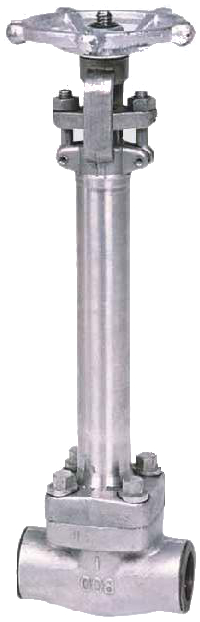
Запорный клапан с сильфонным уплотнением.

### Трубопроводы
Сильфонные компенсаторы применяются для компенсации температурного расширения трубопроводов; для предотвращения разрушения труб при их деформации; для компенсации несоосности в трубопроводных системах, возникшей вследствие монтажных работ; для изолирования вибрационных нагрузок от работающего оборудования и потока транспортируемой среды.

### Датчики
Сильфоны часто служат чувствительными элементами различных датчиков. Например, воспринимающими разность давлений газов или жидкостей, изменение температуры среды.

### В конструкции общественного транспорта

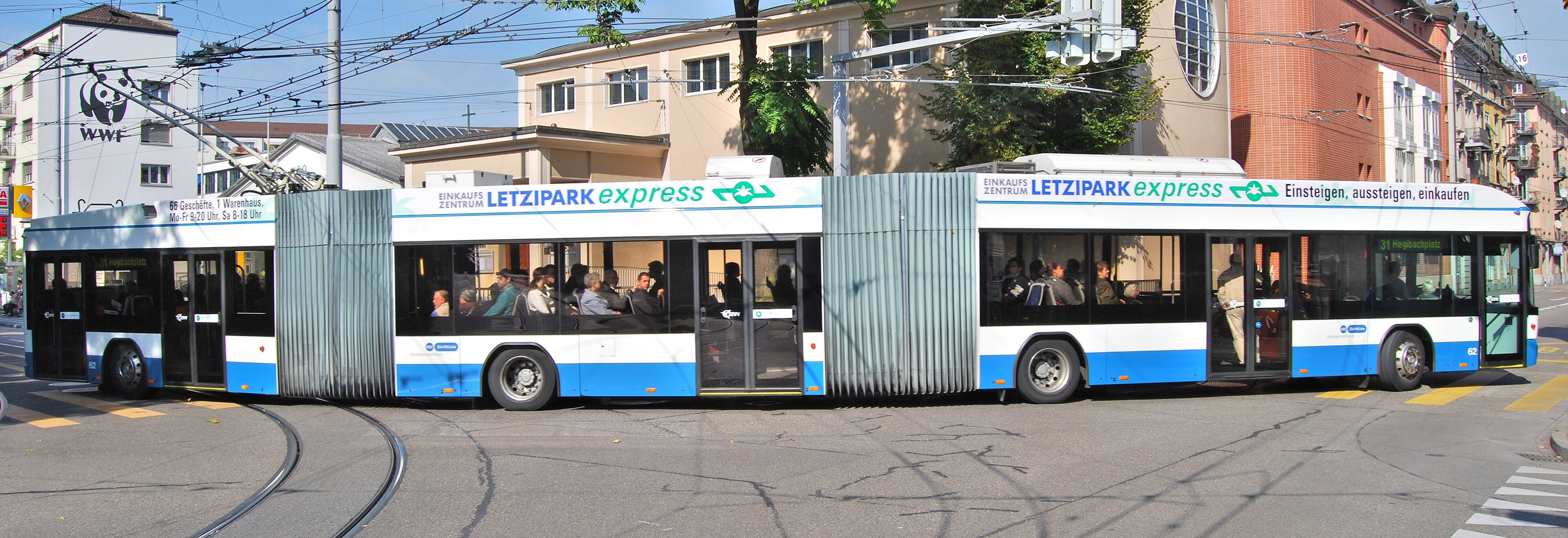
Межсекционные сильфоны троллейбуса Hess lighTram Trolley
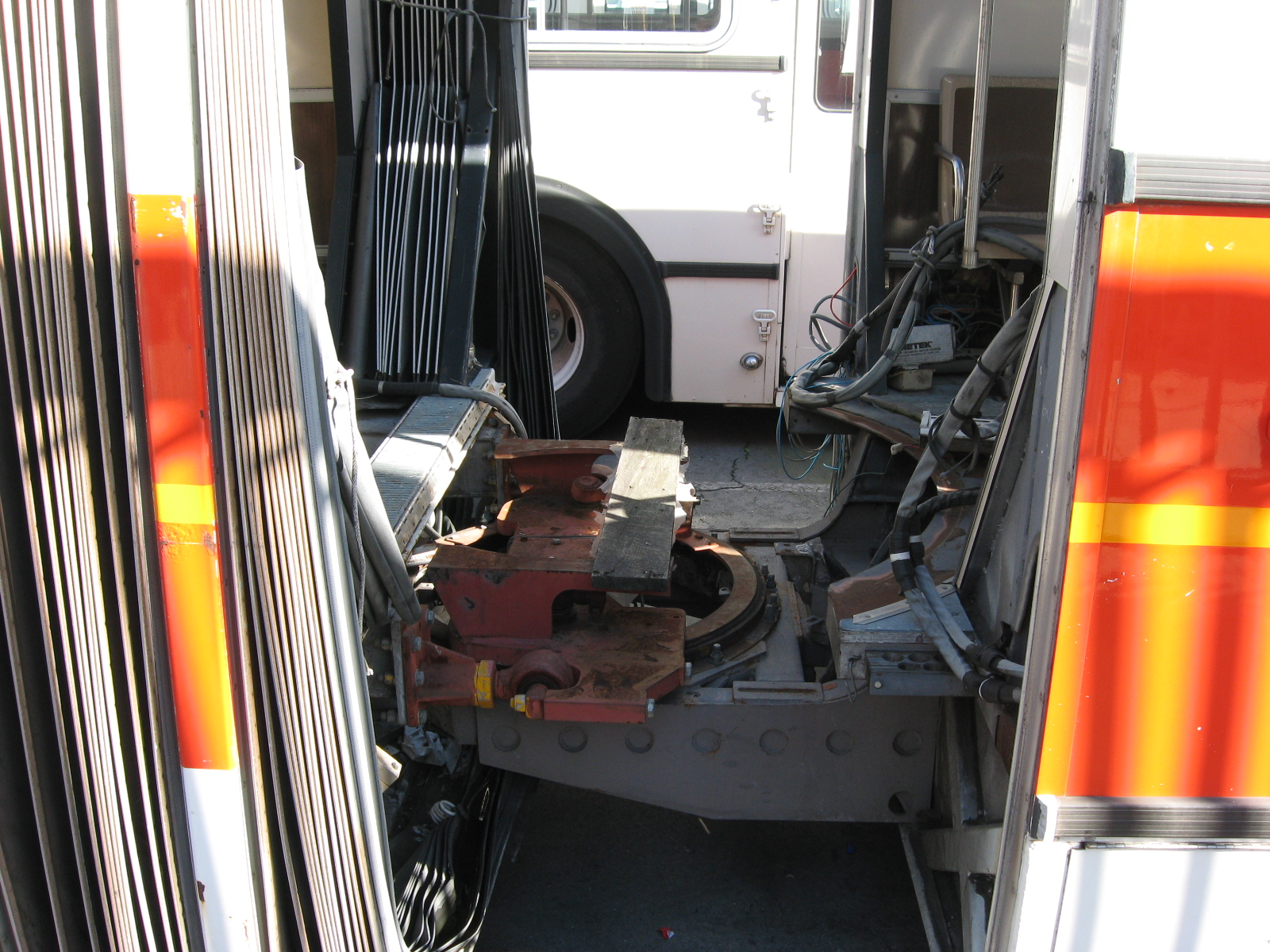
Сильфон троллейбуса New Flyer 60

В автобусах, троллейбусах, трамваях и поездах сильфоны служат для объединения вагонов или секций в один объём, изолируя салоны от шума извне и атмосферных явлений.

## Материалы и способы изготовления
Изготовляют сильфоны из металлических лент, листов, тонкостенных однослойных и многослойных труб. В арматуростроении сильфоны чаще всего изготавливаются из полутомпака, коррозионностойких сталей, а также фторопласта.
Заготовкой для сильфона служит однослойная или многослойная цилиндрическая обечайка. Продольные сварные швы обечаек каждого слоя, при сборке заготовки многослойного сильфона, размещают равноудалённо друг от друга. Например, два слоя — швы располагают напротив друг друга, три слоя — через каждые 120 градусов, четыре — через каждые 90 градусов и т. д.
Металлические сильфоны изготавливают гидравлическим формованием с использованием наборных пресс-форм (сильфон за раз), механическим формованием с применением пуансона (один гофр за несколько проходов инструмента) с последующей калибровкой гофров роликами (с целью придания окончательной формы каждому гофру сильфона) или формовкой при помощи эластомеров (сильфон или гофр за раз).
Для изготовления мелких сильфонов чаще всего применяют гидравлический способ формовки или формовку эластомерами. Это обусловлено быстротой изготовления изделия при серийном и мелкосерийном производстве. При больших диаметрах сильфона, с номинальным диаметром от 100 мм и выше, применяют механический способ.
Мембранные сильфоны, применяемые в качестве разделителей сред в приборостроении, изготавливают исключительно сварным способом из кольцевых пластин, сваренных попеременно по внутреннему и наружному диаметру (по типу гармошки).